# Lindberg (Bavorsko)
Lindberg je obec v Německu, ve spolkové zemi Bavorsko, v zemském okrese Regen.

## Příroda
Část území obce leží v Národním parku Bavorský les, který zde sousedí s Národním parkem Šumava. Na území obce leží hora Großer Falkenstein. Ve východní části obce, v blízkosti českoněmeckých státních hranic, leží vřesoviště Schluttergasse s jezerem Latschensee.

## Místní části
- Altpocher
- Beihof
- Benat
- Buchenau
- Dampfsäge
- Hirschbach
- Jungmaierhütte
- Kreuzstraßl
- Lindberg
- Lindbergmühle
- Ludwigsthal
- Oberlindbergmühle
- Oberzwieselau
- Pochermühle
- Rieshaus
- Schachtenhaus
- Scheuereck
- Schleicher
- Spiegelhütte
- Unterzwieselau
- Zwieslerwaldhaus

## Turistické zajímavosti
- Na turistické stezce Scheuereck – Prášily je určené místo pro přechod do Česka.[2]
- Selské muzeum Lindberg[3]
- Strmá soutěska Höllbachgspreng, tvořená potokem Höllbach, která leží mezi Lindbergem a Großer Falkensteinem. Je zde několik vodopádů a malé jezírko.

### Dům v divočině
V místní části Ludwigsthal je Dům v divočině (německy Haus zur Wildnis) – informační centrum této části národního parku Bavorský les; je zde též zvířecí park (65 ha) a uměle vytvořená jeskyně z doby kamenné.

### Jelení výběh Scheuereck
V místní části Scheuereck je na ploše 9 ha jelení výběh, přes který vede návštěvnická stezka.